# Паргелия
Паргелѝя (на италиански: Parghelia) е село и община в Южна Италия, провинция Вибо Валентия, регион Калабрия. Разположено е на 75 m надморска височина. Населението на общината е 1338 души (към 2012 г.).